# Fu'ad Pascià
Keçecizade Mehmed Fu'ād Pascià (Istanbul, 1815 – Nizza, 12 febbraio 1869) è stato un politico ottomano.
Medico e dragomanno, fu ministro degli Esteri dell'Impero ottomano nel 1852, nel 1855, nel 1858, nel 1861 e nel 1867. Fu inoltre gran visir dal 1861 al gennaio 1883 e dal giugno 1866 al 1866.
Nel 1856 ottenne dal sultano la dichiarazione d'uguaglianza di tutti i sudditi dell'impero indipendentemente dalla religione.
Massone, fu membro della Gran loggia dei liberi e accettati muratori di Turchia.